# Křídlo (basketbal)
Křídlo je basketbalový výraz pro pozici hráče.

## Charakteristika pozice
Křídlo hraje v útoku obvykle ve větší vzdálenosti od koše, jedná se o nejpohyblivější pozici - křídlo často operuje po celé ploše útočné poloviny hřiště. Hráč hrající na křídle by měl být schopen střely z větší vzdálenosti i samostatného úniku ke koši zakončeného střelou v pohybu z bezprostřední vzdálenosti (tzv. dvojtakt).
Na pozici křídla je zařazována široké spektrum hráčů s lepší pohyblivostí a míčovou technikou než pivoti, ale většího vzrůstu (nebo síly a důrazu) než rozehrávači.
Často se jedná o nejčastější střelce a hlavní hvězdy týmu - příkladem jsou Michael Jordan nebo Kobe Bryant.

## Americké členění basketbalových pozic
Americké členění hráčských pozic se od evropského (rozehrávač - dvě křídla - dva pivoti) do jisté míry liší. Českému pojmu „křídlo“ odpovídá nejlépe termín shooting guard (křídlo hrající ve větší vzdálenosti typově blízké rozehrávači), částečně ale i small forward (křídlo hrající blíže ke koši, typově bližší pivotovi).